# Kleurzweem
Met kleurzweem wordt een afwijking in kleur bedoeld die over de gehele foto aanwezig is. De aanwezigheid van een kleurzweem kan verschillende oorzaken hebben: de witbalans is niet goed afgesteld; er is bij kunstlicht gefotografeerd terwijl de film of de instelling geschikt waren voor daglicht, of omgekeerd; er zijn reflecties van een groot voorwerp van een bepaalde kleur die het beeld overheersen (een boom of een gekleurd plafond). Er zijn meer oorzaken mogelijk.
In vrijwel alle gevallen valt de kleurzweem achteraf met digitale beeldbewerking te corrigeren. In sommige gevallen had dit ook vooraf kunnen worden gedaan door toepassing van een kleurfilter dat de kleurzweem opheft.